# Горовець Еміль Якович
Емі́ль Я́кович Го́ровець (івр. אמיל גורובץ; 10 липня 1923, м. Гайсин, Вінницька область — 17 серпня 2001, м. Нью-Йорк, США) — радянський, ізраїльський та американський естрадний співак, лауреат Всесоюзного конкурсу артистів естради (1960).

## Життєпис
Народився Еміль Якович Горовець 10 липня 1923 року в місті Гайсині в сім'ї коваля та домогосподарки. Батьки прості люди, але з глибокою внутрішньою культурою. Мати гарно співала. В сім'ї хотіли, щоб Еміль став лікарем: єдине в місті училище було медичним, і це визначило долю старших братів. Але в перші дні війни брати загинули, і Емілю довелось взяти відповідальність за сім'ю ще хлопчиком. Родина Горовців під час відступу радянських військ з Гайсина була евакуйовано до Ташкенту. То ж Еміль працював, тяжко захворів тифом. Потім випадково побачив на столі оголошення про прийом у театральну студію Московського Єврейського театру, яким керував видатний актор і режисер Соломон Міхоелс. Його тут же прийняли. Театр та студія давали концерти у військових шпиталях для хворих та поранених, у військових частинах для червоноармійців, пересильних пунктах для евакуйованого населення. По війні театр повернувся до Москви, у якому Еміль Горовець вже був одним з провідних молодих акторів. 1946 року закінчив театральне училище при ГОСЄТі та продовжив працювати в театрі до його закриття у 1949 році.
У 1950—1954 роках навчався на вокальному відділенні Державного музично-педагогічного інституту імені Гнесіних. Розпочинав виступати на їдиш. Його першим коханням, усмоктаним із молоком матері, була єврейська пісня. Протягом цілого десятиліття, з 1950 по 1960 рік, він виконував виключно єврейський репертуар. У 1955 році вперше виконував пісні на концертах джаз—оркестру Мосестради під керівництвом Едді Рознера. 1959 року, разом з групою інших артистів-євреїв, Еміль виїхав на гастролі до Парижу, що проходили у рамках святкування 100-ліття від дня народження єврейського драматурга, одного з основоположників сучасної художньої літератури мовою їдиш Шолом-Алейхема.
Поряд з піснями Костянтина Лістова, Вано Мураделі, Володимира Шаїнського, Олександра Зацепіна, Аркадія Островського, Андрія Петрова співак виконував кращі закордонні шлягери російською мовою, давав сольні концерти єврейських пісень. Еміль Горовець став визнаним виконавцем пісень народів світу в сучасних танцювальних ритмах. Прекрасні вокальні та гарні сценічні дані, уміння майстерно підбирати пісні для власного репертуару, зробили співака улюбленцем публіки.
У 1960 році Еміль став лауреатом Всесоюзного конкурсу артистів естради, а 1963 року, після трансляції по радіостанції «Юність» його сольного 45-хвилинного концерту, до нього прийшла справжня слава. Радіокомітет був завалений листами шанувальників з усього Союзу, які приносили мішками. На російський репертуар співак, для якого російська мова була третьою — після ідиш та української — перейшов так же вільно й природно, як дихав. Так зійшла та засяяла зірка Еміля Горовця, що мав пречудовий голос, якого спеціалісти порівнювали з голосами відомих тенорів Енріко Карузо та Сергія Лемешева, а для радянської аудиторії він був вітчизняним Томом Джонсом, Сальваторе Адамо та Адріано Челентано в одній особі. Співак, народжений для оперної сцени, випадком долі опинився на естраді та вписав блискучу сторінку до її історії. Виконавець став відомим за кордоном, гастролював у Францію, Польщу, Болгарію, Німеччину, Чехословаччину. Еміль Горовець виконав більше чотирьохсот пісень та записав близько тридцяти дисків, що вийшли загальним тиражем у 20 млн екземплярів.
Приблизно у 1966—1967 роках ним було записано декілька російськомовних кавер-версій на хіти британського гурту «The Beatles» — «Girl», «Lady Madonna», «A hard days night» та «Yesterday».
На початку 1970-х років розгорнулася державна антисемітська кампанія через події під час арабо-ізраїльського конфлікту 1967—1970 років та почалися неприємності з виконанням єврейського репертуару, що став неофіційно забороненим. По радіо і телебаченню більше не звучали єврейські пісні. Більш того, від єврейських акторів вимагали російських псевдонімів, причому офіційно ніяких законів не існувало, все вирішувалося в особистих бесідах з начальством на рівні натяків. У 1972 році він разом з дружиною — актрисою Маргаритою Полонською, його вірною партнеркою і помічницею подав документи на виїзд до Ізраїлю. Отримавши дозвіл на виїзд, вони у 1973 році прибули на свою історичну батьківщину. Після від'їзду співака із СРСР усі його естрадні записи були знищені.
На запрошення єврейського робітничого комітету «Арбайтер-Ринг» Еміль у 1974 році емігрував до США, де по приїзду мер Нью-Йорку Ед Коч влаштував йому робочу візу. У США Горовець підписав контракт з «Арбайтер-Ринг», що був розрахований на сім років. Він давав багато концертів, відкрив на Мангеттені «Балалайку» — перший російський ресторан у Нью-Йорку з власним шоу, де був солістом. Але ресторан не приносив значних прибутків, оскільки для самого Горовця головним було не ведення бізнесу, а можливість вільно виступати. Тому по закінченню контракту він повернувся до Ізраїлю, де по поверненню тріумфально проїхав по всій країні та дав 22 концерти протягом місяця. Через непопулярність мови їдиш у самому Ізраїлі, у нього виникали непорозуміння з представниками міжнародної організації Сохнут, які наполегливо спілкувалися на івриті. Тому він вимушений був повернутися назад у США.
На американській землі він працював викладачем співів в канторській школі. Але канторський спів був для нього чужим, бо Еміль Якович був прихильником естрадної та народної пісні. Пізніше Еміль працював на єврейському радіо (ідиш). Його програма виходила у ефір тричі на тиждень, для якої він створював по декілька пісень (був автором слів та музики одночасно) на тиждень, а також він перекладав багато пісень з ідиш на російську мову. Таким чином у нього зібралась величезна фонотека. Пізніше Горовець був ведучим передачі «Мамелотн» («Рідна мова», дослівно «Мамина мова») на радіостанції WMHB у Вотервілі, а згодом — на російськомовній радіостанції «Радіо „Надія“» у Нью-Йорку.
У 1989 році співак на запрошення Всесоюзної фірми грамплатівок «Мелодія» повертається до Москви та відновлює свої виступи та записи. Того ж року колишнього вигнанця запросили на той самий телевізійний «Огонёк», з якого власне й розпочалася його всесоюзна слава. «Огонёк» був присвячений «Дню будівельника». Горовцю поставили запитання: "Що він побудував у своєму житті? Він відповів: «Я залишу після себе свої пісні». На «Мелодії» 1990 року вийшли два його диски-гіганти «Что прошло, то прошло» та ретрограма «Концерты в саду имени Баумана», записані з оркестром під керівництвом Бориса Фрумкіна, В. Рубашевського, В. Термецького.
Багато працював артист і в Америці. У 1990 році, в одному з Бродвейських театрів, був поставлений мюзикл «Отцовское наследство» за п'єсою Я. Гордіна, де Еміль зіграв головну роль, а також написав музику та вірші до мюзиклу.
Еміль Горовец був першим виконавцем шлягерів, таких як «Королева красоты», «Голубые города», «Я шагаю по Москве», першим виконавцем знаменитого «Бухенвальдського набата» та знаменитих «Дроздів» Володимира Шаїнського. Авторами деяких його пісень були відомі радянські композитори, зокрема, Ян Френкель, Вано Мураделі, Арно Бабаджанян, Модест Табачников, Едді Рознер та багато інших.
Популярність співака була величезною. Не було будинку, де б не звучав його чаруючий голос. Концерти співака збирали стадіони, на них не можливо було попасти. Його вітали на державному рівні в Буенос-Айресі. Глядачі влаштовували йому бурхливі овації у Сіднеї та Мельбурні та захоплено аплодували росіяни та ізраїльтяни. У 1999 році приїздив до Москви, де спільно з Людмилою Гурченко дав декілька концертів.
Співак залишив цей світ 17 серпня 2001 року та похований на цвинтарі у Нью-Джерсі, поруч з дружиною Маргаритою Полонською. А нам у спадок залишились його пісні.

## Вшанування
У грудні 2014 року вийшов в світ документальний фільм про відомого єврейського співака і актора, уродженця міста Гайсин Еміля Горовця.
У рідному місті Еміля Горовця на фасаді місцевого районного будинку культури на його честь відкрита меморіальна таблиця.